# Sarov

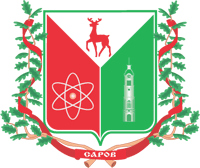
Stema oraşului Sarov

Sarov (ru. Саров) este un oraș din regiunea Nijni Novgorod, Federația Rusă, cu o populație de 92,073 locuitori. După 1995, orașul a fost cunoscut sub denumirea de Kremlyov (Кремлёв), în timp ce între anii 1946 și 1991 a fost numit Arzamas-16(Арзама́с-16). Orașul a fost închis, deoarece aici se afla centru rusesc pentru cercetarea nucleară.

## Istoric

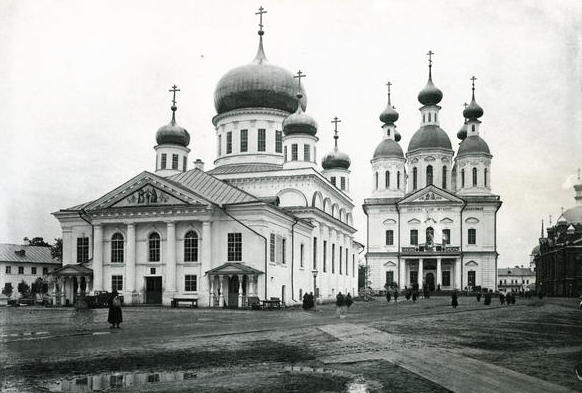
Mânăstirea Sarov din 1910

Istoria orașului poate fi divizată în două perioade diferite. În istoria timpurie a Rusiei, aici se afla cel mai sfânt lăcaș ortodox din țară, anume Mânăstirea Sfantul Serafim. Din anii 1940, locul a devenit centrul național pentru cercetare și producție a armelor nucleare sovietice și mai târziu a armelor rusești.

### Orașe înfrățite
Sarov este înfrățit cu:
- Los Alamos, New Mexico, Statele Unite ale Americii
- New Athos, Abkhazia (de jure Georgia)